# استانداری خراسان شمالی
استانداری خراسان شمالی یک نهاد مرتبط سازمان امور اداری کشور و نمایندهٔ دولت جمهوری اسلامی ایران در استان خراسان شمالی است که در شهر بجنورد واقع شده است.

## فرمانداری‌ها
- فرمانداری شهرستان بجنورد
- فرمانداری شهرستان اسفراین
- فرمانداری شهرستان جاجرم
- فرمانداری شهرستان راز و جرگلان
- فرمانداری شهرستان شیروان
- فرمانداری شهرستان فاروج
- فرمانداری شهرستان گرمه
- فرمانداری شهرستان سملقان
- فرمانداری شهرستان مانه
- فرمانداری شهرستان بام و صفی‌آباد